# إسماعيلية
الإسماعيلية إحدى فرق الشيعة وثاني أكبرها بعد الاثنى عشرية، وهي من الفرق الباطنية.
يشترك الإسماعيلية مع الاثنا عشرية في مفهوم الإمامة، إلا أن الانشقاق وقع بينهم وبين باقي الشيعة بعد موت الإمام السادس جعفر الصادق، إذ رأى فريق من جمهور الشيعة أن الإمامة في ابنه الأكبر الذي أوصى له إسماعيل المبارك، بينما رأى فريق آخر أن الإمام هو أخوه موسى الكاظم لثبوت موت إسماعيل في حياة أبيه وشهادة الناس ذلك.
يمثل التيار الإسماعيلي في الفكر الشيعي الجانب العرفاني والصوفي الذي يركز على طبيعة الله والخلق وجهاد النفس، وفيه يجسد إمامُ الزمان الحقيقةَ المطلقة، بينما يركز التيار الاثنا عشري الأكثرُ حَرفِيةً على الشريعة وعلى سنن الرسول محمد والأئمة الاثنا عشر من آل بيته باعتبارهم منارات إلى سبيل الله.
الإسماعيلية يتفقون مع عموم المسلمين في وحدانية الله ونبوة محمد ونزول القرآن المُوحى، وإن كانوا يختلفون معهم في أن القرآن يحمل تأويلا باطنا غير تأويله الظاهر، لذلك نعتهم مناوؤوهم من السنة وكذلك بعض من الشيعة الاثنا عشرية بالباطنية.
و بالرغم من وجود أفرع للمذهب الإسماعيلي فإنه في الاستخدام المعتاد اليوم تدل تسمية الإسماعيلية على النزارية.

## توزعهم في العالم
توجد جماعات من الإسماعيلية حاليًا في المناطق الاتية :
1. جنوب المملكة العربية السعودية في منطقة نجران.
2. السلمية ومصياف وبعض قرى طرطوس في وسط سوريا.
3. شمال اليمن في صعدة وعمران وبعض ضواحي صنعاء.
4. شبه القارة الهندية.
5. باكستان.
6. أفغانستان.
7. طاجيكستان.
8. شرق أفريقيا، كما يذكر آغا خان الثالث، إمام النزارية في مذكراته المنشورة أن الإسماعيلية في عصره توجد في بعض المناطق من صعيد مصر، امتدادا للوجود الإسماعيلي في مصر منذ العصر الفاطمي وبعده، كما ذكر شمس الدين الدمشقي الذي عاش في العصر المملوكي في القرن الثامن الهجري في مصنفه نخبة الدهر في عجائب البر والبحر عند حديثه عن بلدة أصفون القريبة من الأقصر أنه وجد بها «طائفة من الإسماعيلية والإمامية وطائفة من الدرزية والحاكمية». كما ينتشر أتباع الفرق الإسماعيلية في أوروبا وأمريكا الشمالية وفي كندا نتيجة الهجرة.

## المباركيون

يؤمن الإسماعيليون والنصيرية بالتفسير الباطني للنصوص.

حتى ذلك الوقت كان العلويون، شيعة علي، يصطفون الإمام وفق مبدأ «الرضا من آل محمد» أي من يرتضيه المسلمون من نسل الرسول محمد عبر ابنته فاطمة الزهراء وزوجها علي بن أبي طالب، ولم تكن الإمامة وراثية، إلا أن الواقع كان يجرى بأن يكون الإمام الجديد ابنا للإمام السابق وإلى أن تنحصر الإمامة عمليا في أبناء الحسين بن علي، وكل ذلك أدى أحيانا إلى نزاعات بين جمهور الشيعة، مثل ذلك الذي كان قد انتهي بانشقاق الزيدية عندما اختلفوا على الإمام الخامس.
كانت جموع الناس قد شهدت موت إسماعيل بن جعفر الصادق، في حياة أبيه. إلا أنه بعد موت جعفر الصادق بن محمد ادعت جماعة أنه كان قد أقام لابنه إسماعيل جنازة وهمية أعلن فيها موته لإبعاد نظر العباسيين عنه، وأن إسماعيل الملقب بالمبارك لم يكن قد مات وقتها وإنما كان قد احتجب وأقام الدعوة[ ؟ ] في الستر.
قبلت فئة من الشيعة أن إسماعيل كان قد مات وأن الإمامة مع ذلك ينبغي أن تكون لا في موسى بن جعفر الأخ الأصغر لإسماعيل بل في محمد بن إسماعيل الذي كان على اتصال بواسطة داعيهِ بالمباركيين (الإسماعيلية) الذين كان أغلبهم يومذاك في الكوفة.

## السبعية
عاش محمد بن إسماعيل جُلَّ حياته متخفيا - أي في الغيبة الصغرى - اتّقاءً لشر العباسيين الذين كانوا يسعون لاكتشاف هوية الإمام لقتله لإخماد ثورة العلويين كما كانوا ينعتون شيعة عليّ كلِّهم، وكان على الإمام المستور أن يتواصل مع جمهور الشيعة عبر رجل لا يَعرِف سواه هوية الإمام هو الداعي، توالى على وظيفة الداعي أربعة رجال هم الوافي أحمد، ثم خلفه ابنه التقي محمد، ثم خلفه ابنه الحسين الملقب الزكي عبد الله، ثم خلفه ابنه عبد الله بن الحسين. على مر التاريخ الإسماعيلي فيما تلى ذلك لعب الدعاة دورا بالغ الأهمية في توجيه حركة الدعوة والإمامة.
بعد اختفاء محمد بن إسماعيل - بموته على الأرجح - اعتقد أغلب الإسماعيلية أنه غاب الغيبة الكبرى، وهي العقيدة التي أوصلت إلى ظهور القرامطة لاحقا، بينما قبلت فئة منهم موت الإمام محمد بن إسماعيل واتصال الإمامة في نسله وهم من شكلوا نواة الفاطميين.
أحيانا ما يستخدم لفظ السبعية للدلالة على الإسماعيلية في عمومهم لاختلافهم مع باقي الشيعة على الإمام السابع، إلا أن السبعية تدل على الأخص على جماعة الإسماعيلية الذين آمنوا بأن محمد بن إسماعيل الملقب بالمكتوم هو الإمام الغائب، أي المهدي[ ؟ ] الذي سيظهر يوما ليقيم الدعوة، أي أن محمد بن إسماعيل عند السبعية - وفق هذا الاصطلاح - هو آخر الأئمة ولا يعترفون بأحد بعده. إلا أن تيار السبعية انتهى من العالم مبكرا وانضوى أتباعه تحت الفرق الإسماعيلية الأخرى، ولم يعد أحد يؤمن بهذه العقيدة اليوم.
و بالرغم من أن الإسماعيلية ينتسبون إلى إسماعيل بن جعفر الصادق إلا أنه في التقليد الفاطمي، وهو التقليد الأقدم الذي تفرعت عنه كل الفرق الأخرى غير السبعية حسب التعريف أعلاه، فإن ابنه محمد يعد هو الإمام السابع.

## الفاطميون
طبقا للتقليد الفاطمي كان الوافي أحمد هو ابن محمد بن إسماعيل، وطبقا لذلك كان هو نفسه الإمام الثامن بعد أبيه لذا فهم يرون أن سلالة الأئمة استمرت غير منقطعة حتى اتصلت إلى عبد الله بن الحسين الداعي الإسماعيلي الرابع الذي تَسمَّى عُبيد الله المهدي وأعلن أنه هو الإمام الحادي عشر والخليفة الأول من البيت الفاطمي الذي تنتسب إليه سلالته من الخلفاء المهديين.
قام أبو عبد الله الشيعي بالدعوة للمهدي من نسل جعفر الصادق في أقصى بلاد المغرب وجذب إليه قبائل كتامة العربية وبعد أن توطد الأمر أعلن سعيد بن الحسين أنه هو ابن الحسين الزكي عبد الله وأنه المهدي الذي دعا إليه أبو عبد الله وغير اسمه إلى عبيد الله المهدي وأسس بداية الدولة الفاطمية في المغرب العربي. وقد أسس مدينة المهدية في تونس وجعلها عاصمة للخلافة الفاطمية انذاك وبعد انتقالهم إلى مصر، بنو مدينة القاهرة وجعلوها مركزا لخلافتهم، واستمرت هذه الدولة من بعده وتوسعت حتى بلغت الشام بالإضافة إلى شمال أفريقيا. وضم الحجاز إليها بل وامتد نفوذها في بعض الفترات إلى بغداد عاصمة الخلافة العباسية.
لاحقا أصبحت القاهرة عاصمة الدولة الفاطمية ومركز الدعوة الإسماعيلية ابتداء من عهد المعز لدين الله حتى سقوط الدولة بعد العاضد لدين الله على يد الأيوبيين وإعادة مصر إلى الدولة العباسية.
في عهد الفاطميين تبلور المذهب الإسماعيلي في القاهرة واكتسب صفاته المميزة واكتمل بناؤه العقيدي. وحسب المذهب الإسماعيلي كان الخليفة الفاطمي الإمام هو الشخص الذي تجتمع له السلطتان الدينية والدنيوية للمرة الأولى منذ خلافة علي، وهو ما يتسق مع الرؤية الكلية للعقيدة حينذاك.
عن الفاطميين تفرعت كل المذاهب الإسماعيلية اللاحقة الباقية بعضها إلى اليوم.

### الانشقاق إلى نزارية ومستعلية
عقب موت الإمام الثامن عشر المستنصر بالله سنة 487ھ (1094م) نشب خلاف في البيت الفاطمي بين من رأوا أن ابنه نزار هو الإمام حسب وصية أبيه، وبين من رأوا أن ابنه الآخر أحمد المستعلي بالله هو الإمام.
كان وكيل المستنصر القوي الأفضل شاهنشاه مؤيدا للمستعلي وأكثر الأطراف المتنازعة نفوذا، مما حسم الخلاف لصالح هذا الأخير فدعي إليه إماما تاسع عشر، وسُجن نزار ومات لاحقا في سجنه في الإسكندرية، وفر ابنه الهادي في أتباعه إلى آسيا الوسطى حيث نصره حسن الصباح، محدثين بذلك انشقاقا جديدا في الإمامة ما بين مستعلية ونزارية.
تنبغي هنا ملاحظة أن النزارية (ربما في التقليد المتأخر) وحدهم لا يقرون إمامة الحسن بن علي لذا فترتيب الأئمة عندهم ينقص واحدا عما هو معروف لدى باقي الفرق، بما فيها الفرق الإسماعيلية الأخرى مثل المستعلية وأنهم يتتبعون تسلسل الإمامة في الفرع النزاري إلى الإمام علي عبر ابنه الحسين حصرا.

### انشقاق المستعلية إلى داودية وطيبية
سنة 524ھ (1130م) اغتال النزارية منصور الآمر بأحكام الله ابن أحمد المستعلي بالله انتقاماً لِما يعتقدون أنه اغتصاب للعرش الفاطمي، ولم يكن قد سَمَّى خليفة، فاختلف البيت الفاطمي في مصر فيمن يخلِفه، فرأى بعضهم أن الطيب أبا القاسم بن منصور هو الإمام فعُرِفوا بالطيبية، بينما بايع آخرون الحافظ لدين الله ابن عم الأمر بأحكام الله، فعرفوا بالحافظية.
اعتقد الطيبية بغيبة الإمام الطيب أبي القاسم، فكان هو إمامهم الحادي والعشرين والأخير، وهم اليوم البهرة، وقد تفرعوا لاحقا إلى بهرة داودية وسليمانية وعلوية بعد أن اختلفوا على هوية الداعي المطلق.
أما الحافظية فقد انتهت بسقوط الدولة الفاطمية على يد الأيوبيين في القرن الثاني عشر الميلادي بعد العاضد لدين الله، لذا فكل المستعلية الباقية اليوم هم من الطيبية.

## القرامطة
استقر أغلب الإسماعيلية الذين آمنوا بغيبة محمد بن إسماعيل في السلمية في سوريا وانتشرت دعوتهم في الأهواز حيث اعتنقها رجل يدعى حمدان بن الأشعث على يد حسين الأهوازي، ولُقب حمدان بقرمط وأخذ يدعو مع زوج أخته عبدان إلى قرب ظهور المهدي وشرع يالاستعداد عسكريا لنصرته عندما يظهر، فانتشرت الدعوة واجتذبت المزيد من الشيعة. وعندما جهر عبيد الله المهدي أنه الإمام وخرج من دور الستر عارضه قرمط إلا أنه تاب وانضم إليه داعية له بعد مقتل عبدان، مع هذا احتفظت الحركة القرمطية باسمها،  وانتهز القرامطة اضطراب السلطة في بغداد إثر ثورة الزنج واجتاحوا شبه الجزيرة العربية في ثورة عارمة  قمعها العباسيون لاحقا، وطالت آثارها شمال أفريقيا.

## الدروز الموحدون
بدأت الدرزية تيارا فكري في المذهب الإسماعيلي متأثرة بالفلسفة اليونانية والغنوصية نابذة بعض العقائد التي كانت سائدة في ذلك الوقت. وقد تأسس على يد حمزة بن علي بن أحمد الذي كان متصوفا وفقيها[ ؟ ] إسماعيليا فارسيا[ ؟ ]، وعندما قَدِمَ إلى مصر وشرع يدعو إلى مذهبه نال تأييد الإمام السادس عشر الخليفة الفاطمي الحاكم بأمرالله، ولاحقا أصبح الحاكم ذاته شخصية محورية في فكر الموحدين، وبعد اختفاء الحاكم بأمرالله أعلن الداعي بهاء السموقي انتهاء فترة الإمامة وإغلاق الدعوة. وبالرغم من أن الحاكم قد أعدم الرجل الذي نُسبت إليه العقيدة وهو نشتكين الدرزي بسبب غُلوِّه، وبالرغم من أن الدروز ذواتهم يعدونه مهرطقا، غير أنهم ظلوا يُنسبون إليه، وإن كانوا هم يسمون أنفسهم الموحدين.
لاحقا تطورت عقيدة الدروز على نحو يختلف عن باقي الفرق الإسماعيلية والإسلامية عموما بحيث أصبح من المختلف عليه بين مقارني الأديان كون الدرزية تنضوي تحت الإسلام أم أنها خرجت عنه لتصبح دينا مستقلا.

## عقيدة الإسماعيلية
القرآن

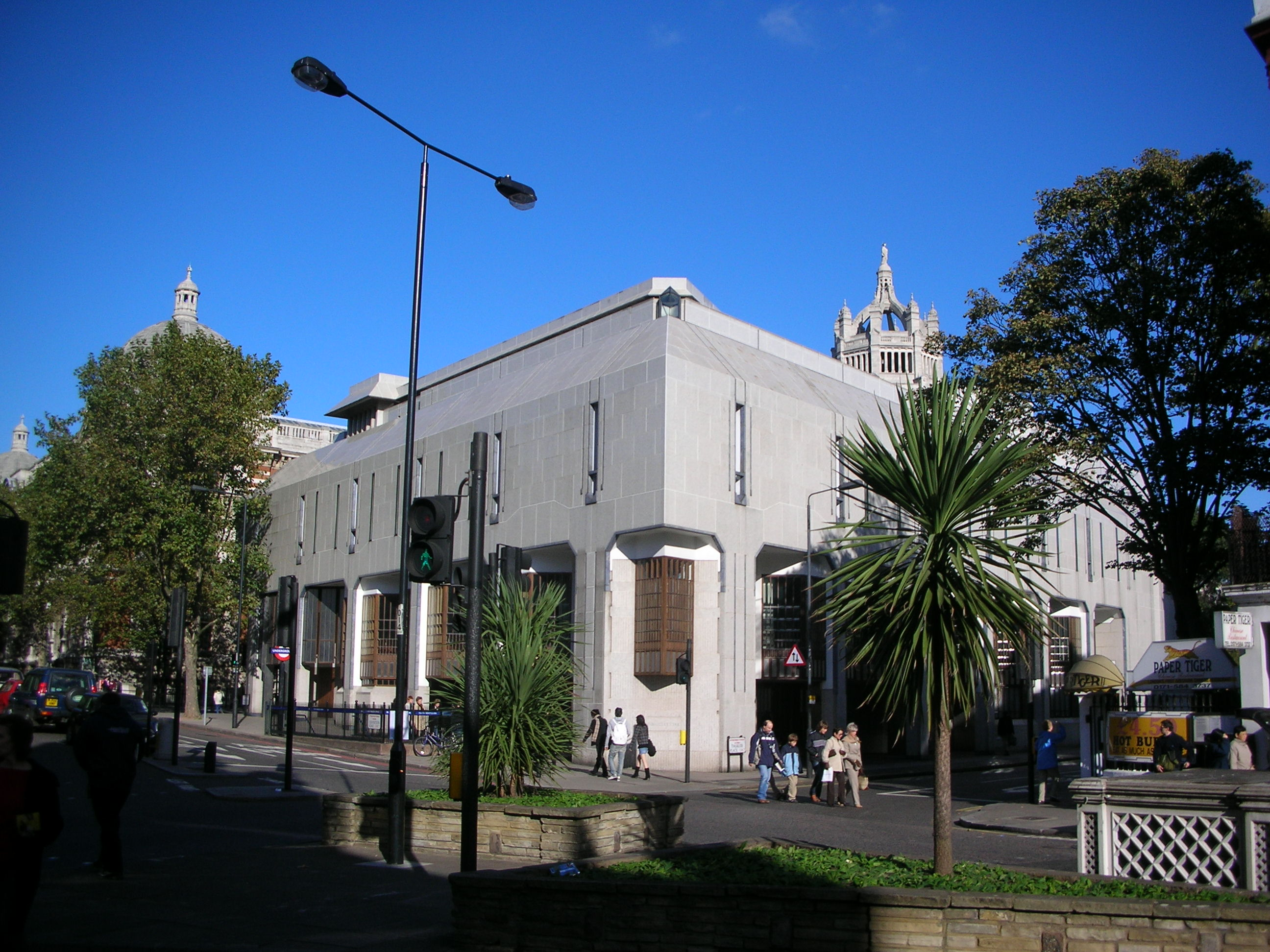
المركز الإسماعيلي، في كنزنتن (لندن). وللإسماعيلية ست مراكز من هذا النوع في العالم.

هو مصدر التشريع الأول والكتاب الألهي الوحيد الذي يعتبر الخارج عنه كافرا ومرتدا عن الإسلام، ومنه تنبثق كل العقائد الإسماعيلية الأساسية، وهو يحوي على طبقات للمعرفة البشرية، وإن كان تفسيره يحتمل تفسيرا ظاهرا وآخر باطنا لايمكن معرفته إلا للعلماء المختارين والأئمة.
الجنان
هو كتاب الإسماعيليين المقدس، وهو عبارة عن بيوت شعر وتعليمات أخرى.
البعث
هو يوم القيامة الذي يتم فيه محاسبة البشرية على أخطائها ومعاصيها وجرائمها
الأرقام
لكل رقم دليل ديني معين وللأرقام دلالة بالغة الأهمية حين يتم ذكرها بالقرأن، مثال الرقم 7 : فهناك سبع سموات وسبع طبقات للنار وسبعة أيام في الأسبوع والدنيا خلقت في ستة أيام وهكذا...---
الإمامة
تنطلق الأمامة من الأمام علي بن أبي طالب ولا تتوقف عند الإسماعيليين بل يعتبرون أن هناك أماما لكل زمان وعصر، وهذا الإمام تتوافر فيه مواصفات العدل والزهد والشجاعة والحكمة والصدق ولذلك تجب طاعته في كل أوامره.
الداعي المطلق
صلة الوصل ما بين التلامذة والإمام والذي يمرر المعلومات السرية بينهم
الظاهر
هو ما ظهر من معاني القرآن والكلام الحرفي الذي يكون فهمه واضحا للجميع، والظاهر هو ما تخطه الكلمات الالهية كأوامر للبشر، ويمكن للجميع ملاحظته.
الباطن
هو المعاني والحقائق الخفية الموجودة وراء الكلمات الإلهية في القرآن والكتب السماوية والتي لا يدركها إلا الأئمة العالمون، وهي تخفي حقائق الوجود المستورة خلف هذه الكلمات الإلهية، وتخفى على كل الناس ولا يمكن رؤيتها الا بأذن الله.
العقل
يعد العقل عند الطائفة الإسماعيلية هو عامل التشريع الدنيوي الأساسي، فإن تعارض نص في الحديث النبوي أو القرآن الكريم مع مقتضيات العصر وتحدياته الطارئة، وجب التعديل ضمن تشريع قانوني بما يلائم المصالح الطارئة للمجتمع مع عدم المساس بالجوهر التشريعي للنص القرأني أو النبوي، والتأكيد أن النص القرأني أو النبوي هو الأساس، والتعديل الذي يتم إنما يتم ضمن قانون خاص يمكن تعديله لاحقا في حال تغير الظروف.
الأعمدة السبع
الولاية
تعتبر الولاية مفهوما سياسيا وقياديا كالرئيس أو الملك أو السلطان، تجب طاعة الوالي أو الأمام على الحق، والثورة عليه وخلعه في حال كان ظالما أو معتديا أو متخاذلا، ولا يصح قيام دولة إسلامية أو قيام جماعة تتخذ الإسلام دينا لها إلا بوجود والي قائد مسؤول عن مصالح هذه الجماعة كبرت أم صغرت، وتعتبر إقامة العدل وحفظ الأمن والرعية.